# Hilário
Hilário Rosário da Conceição (Lourenço Marques, África Oriental Portuguesa, 19 de marzo de 1939), más conocido como Hilário (pronunciación en portugués: /iˈlaɾiu/), es un exjugador y exentrenador de fútbol portugués de origen africano, en lo que hoy es Mozambique. En su etapa como jugador profesional se desempeñaba como lateral izquierdo.

## Selección nacional
Fue internacional con la selección de fútbol de Portugal en 40 ocasiones. Formó parte de la selección que obtuvo el tercer lugar en la Copa del Mundo de 1966.

### Participaciones en la Copa del Mundo
| Mundial                        | Sede       | Resultado    | Partidos | Goles |
| ------------------------------ | ---------- | ------------ | -------- | ----- |
| Copa Mundial de Fútbol de 1966 | Inglaterra | Tercer lugar | 6        | 0     |

## Clubes

### Como jugador
| Club                      | País                       | Año       |
| ------------------------- | -------------------------- | --------- |
| Sporting Lourenço Marques | África Oriental Portuguesa | 1958      |
| Sporting CP               | Portugal                   | 1958-1973 |

### Como entrenador
| Club                    | País       | Año       |
| ----------------------- | ---------- | --------- |
| Sporting CP (asistente) | Portugal   | 1973-1974 |
| SC Braga                | Portugal   | 1974-1975 |
| CS Marítimo             | Portugal   | 1975-1976 |
| AD Sanjoanense          | Portugal   | 1976-1977 |
| SC Braga                | Portugal   | 1977      |
| SC Braga                | Portugal   | 1979-1980 |
| Leixões SC              | Portugal   | 1980-1981 |
| Recreio de Águeda       | Portugal   | 1981      |
| SC Covilhã              | Portugal   | 1981-1982 |
| Académico de Viseu FC   | Portugal   | 1982-1983 |
| FC Tirsense             | Portugal   | 1983-1984 |
| SC Lusitânia            | Portugal   | 1984-1987 |
| Praiense                | Portugal   | 1987-1988 |
| Ferroviário             | Mozambique | 1989      |
| Matchedje Nampula       | Mozambique | 1990-1991 |
| Maxaquene               | Mozambique | 1992-1993 |
| Sporting CP (asistente) | Portugal   | 1994-1997 |
| Sporting B              | Portugal   | 2003-2004 |

## Palmarés

### Como jugador

#### Campeonatos nacionales
| Título           | Club        | País     | Año  |
| ---------------- | ----------- | -------- | ---- |
| Primeira Divisão | Sporting CP | Portugal | 1962 |
| Copa de Portugal | Sporting CP | Portugal | 1963 |
| Primeira Divisão | Sporting CP | Portugal | 1966 |
| Primeira Divisão | Sporting CP | Portugal | 1970 |
| Copa de Portugal | Sporting CP | Portugal | 1971 |
| Copa de Portugal | Sporting CP | Portugal | 1973 |

#### Copas internacionales
| Título           | Club        | Sede              | Año  |
| ---------------- | ----------- | ----------------- | ---- |
| Recopa de Europa | Sporting CP | Amberes (Bélgica) | 1964 |

### Como entrenador asistente

#### Campeonatos nacionales
| Título                | Club        | País     | Año  |
| --------------------- | ----------- | -------- | ---- |
| Primeira Divisão      | Sporting CP | Portugal | 1974 |
| Copa de Portugal      | Sporting CP | Portugal | 1974 |
| Copa de Portugal      | Sporting CP | Portugal | 1995 |
| Supercopa de Portugal | Sporting CP | Portugal | 1995 |

### Como entrenador

#### Campeonatos nacionales
| Título             | Club        | País       | Año  |
| ------------------ | ----------- | ---------- | ---- |
| Moçambola          | Ferroviário | Mozambique | 1989 |
| Copa de Mozambique | Ferroviário | Mozambique | 1989 |

## Condecoraciones
| Distinción                                           | Año  |
| ---------------------------------------------------- | ---- |
| Medalla de Plata de la Orden del Infante Don Enrique | 1966 |
| Oficial de la Orden del Mérito de Portugal           | 1989 |